# Blepisanis nigra
Blepisanis nigra är en skalbaggsart som först beskrevs av Stefan von Breuning 1954.  Blepisanis nigra ingår i släktet Blepisanis och familjen långhorningar. Inga underarter finns listade.